# Верекер, Стэндиш, 7-й виконт Горт
Стэндиш Роберт Гейдж Прендергаст Верекер, 7-й виконт Горт (англ. Standish Robert Gage Prendergast Vereker, 7th Viscount Gort; 12 февраля 1888 — 21 мая 1975) — англо-ирландский пэр, знаток и коллекционер изящных искусств, антиквариата и предметов искусства.

## Ранний период жизни
Родился 12 февраля 1888 года в Сойсторпе, Линкольншир. Младший сын Джона Гейджа Прендергаста Веркера, 5-го виконта Горта (1849—1902), и его жены Элеоноры Сёртис (? — 1933). Он получил образование в школе Харроу и в Тринити-колледже Кембриджского университета . После Кембриджа в 1911 году он отправился в Виннипег, Манитоба, и зарекомендовал себя как подрядчик, а позже и как крупный владелец недвижимости в городе.

## Военная служба
Стэндиш Верекер служил в британской армии во время Первой мировой войны в звании лейтенанта. Он был ранен трижды на войне и получил Военный крест. Горт женился на Бесси Сёртис (? — 14 апреля 1972), дочери Обона Альфреда Сёртиса, 11 июня 1921 года в Англии, и ненадолго вернулся в Виннипег, чтобы жить со своей невестой после войны. У пары не было детей. К 1923 году они обосновались в Англии, но он поддерживал свои связи с Виннипегом, часто навещая его на протяжении многих лет, чтобы заняться делами со своими многочисленными недвижимостью, в том числе отелем Viscount Gort на Портидж-авеню, и проживая в городе в течение длительного времени.
В 1934 году Стэндиш Верекер был назначен главным шерифом графства Дарем.
Стэндиш Верекер служил под началом своего старшего брата Джона Верекера, 6-го виконта Горта, во время Второй мировой войны. Он получил звание почетного полковника в 1948 году на службе в 464-м тяжелом зенитном полку Королевской артиллерии. Он также был посвящен в рыцари Почтеннейшего ордена госпиталя Святого Иоанна Иерусалимского.

## Коллекции и замок Банратти
Лорд Горт купил замок Банратти, графство Клэр, Ирландия, в 1953 году. Подбадриваемый Джоном Хантом, он приступил к реконструкции замка с большой личной коллекцией антиквариата. Он установил крышу на замке и в целом спас его от разрушения. В нем никто не жил с момента постройки дома Банратти (теперь достопримечательность в народном парке). Позже замком управляла компания Shannon Development.
Сегодня замок является туристической достопримечательностью, вокруг него был создан народный парк в ирландском викторианском стиле. Это самый полный и аутентично восстановленный и обставленный замок в Ирландии. Антиквариат, которым виконт Горт наполнил замок, сохранился, и посетители замка могут увидеть его на месте. Виконт Горт подарил замок публике вместе с его содержимым, а замок и народный парк теперь находятся в ведении Shannon Development.
В 1973 году, за два года до своей смерти, виконт Горт и его жена передали в дар Художественной галерее Виннипега большую коллекцию картин XVIII—XIX веков.
Горт увековечен в замке мемориальной доской около опускной решетки и портретами его и его жены в замке. После его смерти в 1975 году титул унаследовал его двоюродный брат, Колин Верекер, 8-й виконт Горт.